# 行け、怒りにかられて
アリア『行け、怒りにかられて』（ゆけ（いけ）、いかりにかられて、伊：Va, dal furor portata ）K.21(19c) は、ヴォルフガング・アマデウス・モーツァルトが作曲したテノールと管弦楽のためのアリア。モーツァルトが生まれて初めて作ったアリアでもある。『怒りにかられて行け』などとも訳される。

## 概要
モーツァルトの時代には、いろいろな作曲家が他のオペラのために作曲したレチタティーヴォやアリアの作品を寄せ集めて一つの劇音楽（あるいはオペラ）として上演するというものがあった。このような方法を「パスティッチョ」と呼んでいた。
このアリアは、モーツァルトがロンドンに滞在していた1765年に作曲され、ピエトロ・メタスタージオのリブレットによるオペラ「エツィオ」から採られたテキストに基づいている。楽譜には「1765年ロンドンにて」と書かれていることから、9歳で作曲された作品であることがわかる。オペラ「エツィオ」は1765年にロンドンのヘイマーケットの王立劇場で上演されたが、このアリアがその中の一つとして使われたどうかは不明である。ロンドンでの別の演奏会のために作曲したという説もある。
9歳で作曲したとは思えない閃きで書かれており、モーツァルトの劇音楽への天分のありかを思わせている。

## 編成
テノール独唱、オーボエ2、ファゴット2、ホルン2、ヴァイオリン2部、ヴィオラ、チェロ、通奏低音

## 構成
ダ・カーポ形式によって書かれている。演奏時間は約6分。